# Иден (Камбрия)
И́ден (англ. Eden) — район (англ. non-metropolitan district) в неметрополитенском графстве Камбрия, административный центр — город Пенрит.
Район расположен в восточной части графства Камбрия, включая в себя значительную часть национального парка Лейк-Дистрикт.

## Избирательные участки
Список избирательных участков Идена:
- Алсуотер
- Алстон-Мур[англ.]
- Аскем[англ.]
- Броу[англ.]
- Грейсток
- Дейкер[англ.]
- Имонт
- Кросби-Рейвенсуорт[англ.]
- Кёркби-Стивен[англ.]
- Кёркби-Тор[англ.]
- Кёркосуолд[англ.]
- Лангуотби[англ.]
- Лейзонби[англ.]
- Лонг-Мартон[англ.]
- Морленд[англ.]
- Ортон[англ.] и Тибей
- Пенрит-Карлтон[англ.]
- Пенрит-Ист
- Пенрит-Норт
- Пенрит-Пейтгил
- Пенрит-Саут
- Пенрит-Уэст
- Рейвенстоундейл[англ.]
- Скелтон[англ.]
- Уоркоп[англ.]
- Хартсайд
- Хескет[англ.]
- Шэп[англ.]
- Эплби (Бондгейт)
- Эплби-ин-Уэстморленд[англ.]